# Cour des Comptes (Frankreich)

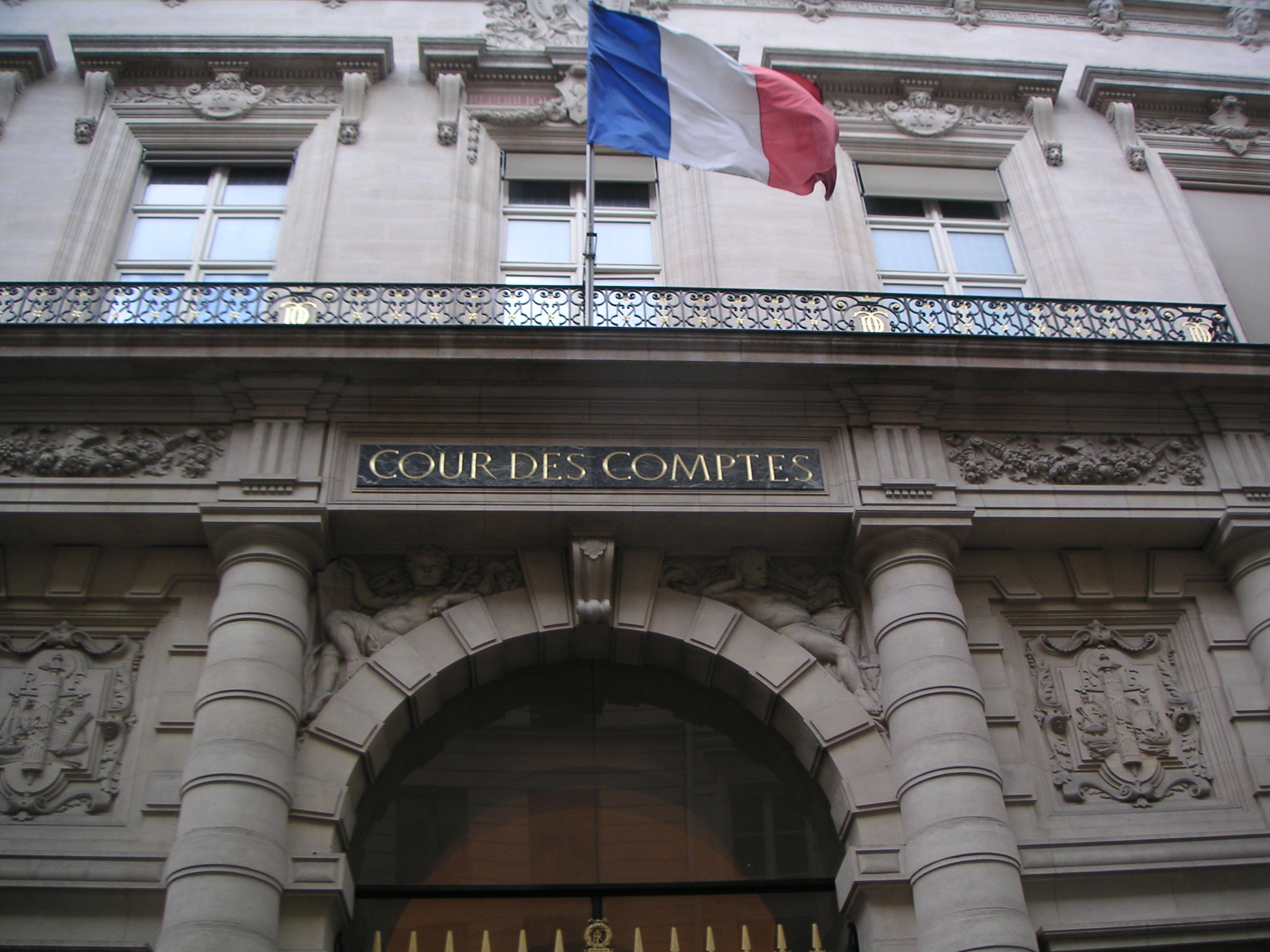
Haupteingang des Palais Cambon

Der Cour des comptes ist der Rechnungshof Frankreichs. Er besteht seit dem 14. Jahrhundert und hat seit 1912 seinen Sitz  im Palais Cambon (erbaut 1898–1912) in der gleichnamigen Straße im 1. Arrondissement von Paris. Sein Motto lautet: S'assurer du bon emploi de l'argent public, en informer le citoyen (Sich über die gute Verwendung der öffentlichen Gelder zu versichern und den Bürger darüber informieren).
Geleitet wird der Rechnungshof vom Ersten Präsidenten, seit Juni 2020 Pierre Moscovici. Traditionsgemäß bewerben sich die besten Absolventen der Elitehochschule ENA beim Rechnungshof, um ihre Karriere als Auditeur zu beginnen.

## Rechtsgrundlage
Der Rechnungshof geht auf ein Edikt des französischen Königs Philipp V. (Ordonnance de Pontoise) aus dem Jahre 1318 zurück. Dies macht ihn zu einer der ältesten und mächtigsten Institutionen des französischen Zentralstaates.
Heutzutage stützt sich der Rechnungshof für seine Rechtsgrundlage hauptsächlich auf Artikel 15 der französischen Erklärung der Menschen- und Bürgerrechte von 1789, dessen Wortlaut unter anderem die Wand des Hauptsaals (Grande Chambre) schmückt.

## Palais Cambon
Mit der Errichtung des Repräsentationsbaus an Stelle der früheren Klosteranlage des Couvent des Filles de l'Assomption, von der einzig die Kirche erhalten blieb, wurde der im Jahr 1898 als Preisträger aus einem Wettbewerb hervorgegangene Architekt Constant Moyaux († 1911) beauftragt. Nach dessen Tod setzte sein Mitarbeiter Paul Guadet die Arbeiten fort. Die Einweihungsfeierlichkeiten fanden am 16. Oktober 1912 im Beisein des damaligen Staatspräsidenten Armand Fallières statt.
Der Bau wurde nach dem Zweiten Weltkrieg erweitert. Die große Ehrentreppe steht seit 1979 unter Denkmalschutz; die Fassaden, Dachpartien und verschiedene Innenräume (2. Etage) seit 1993.

## Geschichte
Philippe Séguin wurde vom damaligen Staatspräsidenten Jacques Chirac ernannt, auf Vorschlag von Nicolas Sarkozy. Im Jahr 2007 bot ihm Sarkozy nach seiner Wahl zum Staatspräsidenten an, Minister im Kabinett des Premierministers François Fillon zu werden. Séguin lehnte dies ab und zog es vor, Präsident des Cour des Comptes zu bleiben.
Im Mai und Juni 2012 kam es zu einem historischen Regierungswechsel: Zum ersten Mal seit 1981 (François Mitterrand) wurde wieder ein Sozialist Staatspräsident; die Sozialisten erlangten auch die Mehrheit in der Nationalversammlung. François Hollande ordnete nach seiner Amtsübernahme einen Kassensturz durch den Rechnungshof an. Allein 2012 fehlen nach Angaben der Behörde (2. Juli 2012) im Haushalt sechs bis zehn Milliarden Euro; die Regierung will jedoch ihre internationalen Sparverpflichtungen einhalten. 2013 müssten sogar 33 Milliarden Euro an den geplanten Staatsausgaben gekürzt werden, um die dann wieder geltende allgemeine Defizitobergrenze von 3,0 Prozent des BIP nicht zu überschreiten.

## Organisation
Unter der Leitung des Ersten Präsidenten setzt sich der Rechnungshof aus Finanzrichtern zusammen, die in sechs Kammern aufgeteilt sind, sowie aus Mitarbeitern, die für Kontroll- und Verwaltungsaufgaben innerhalb der Direktionen und Abteilungen zuständig sind. Das Generalsekretariat, das sich aus Richtern zusammensetzt, ist für die Leitung der Verwaltung des Gerichtshofs zuständig. Die Generalstaatsanwaltschaft am Gerichtshof wird vom Generalstaatsanwalt geleitet.
Die Kammern haben folgende Zuständigkeiten (Stand: 1. Januar 2018):
- 1. Kammer: Wirtschafts- und Finanzkompetenzen des Staates, Finanzierung der Wirtschaft und der öffentlichen Finanzinstitutionen, öffentliche Finanzen und Staatskonten, Industrie, Handel und Dienstleistungen (derzeitiger Präsident: Raoul Briet)
- 2. Kammer: Energie, Verkehr und Telekommunikation, Landwirtschaft und Meer, Umwelt (derzeitige Präsidentin: Catherine de Kersauson)
- 3. Kammer: Bildung, Jugend und Sport, Hochschule, Forschung, Kultur und Kommunikation (derzeitige Präsidentin: Sophie Moati)
- 4. Kammer: Verteidigung, Innere Sicherheit, Justiz, Auswärtige Angelegenheiten, Behörden, Dienste des Premierministers, dezentrale Verwaltung, lokale öffentliche Finanzen, Berufungen gegen Urteile der regionalen und territorialen Rechnungsprüfungskammern (derzeitiger Präsident: Gilles Andréani)
- 5. Kammer: Arbeit und Beschäftigung, Stadt und Wohnen, territorialer Zusammenhalt, Einwanderung und Integration, sozialer Zusammenhalt und Solidarität, öffentliche Großzügigkeit (derzeitiger Präsident: Pascal Duchadeuil)
- 6. Kammer: Sozialversicherung, Gesundheit, medizinisch-sozialer Bereich (derzeitiger Präsident: Denis Morin)

Der Generalberichterstatter des Ausschusses für öffentliche Berichte und Programme ist Roch-Olivier Maistre.

## Erster Präsident
Der Erste Präsident bestimmt nach Anhörung des Generalstaatsanwalts die Organisation des Rechnungshofs. Er verteilt die Befugnisse des Hofes auf die sechs Kammern und verabschiedet das jährliche Arbeitsprogramm unter Berücksichtigung der Vorschläge der Präsidenten der Kammern. Er leitet die Verwaltung des Rechnungshofs und ist Dienstvorgesetzter des in der Finanzkontrolle eingesetzten Personals.
Seit seiner Ernennung durch Staatspräsident Emmanuel Macron am 3. Juni 2020 ist Pierre Moscovici Erster Präsident des Cour des comptes.